# Minneapolis (Kansas)
Minneapolis es una ciudad ubicada en el condado de Ottawa en el estado estadounidense de Kansas. En el año 2010 tenía una población de 2032 habitantes y una densidad poblacional de 451,56 personas por km².

## Geografía
Minneapolis se encuentra ubicada en las coordenadas 39°7′29″N 97°42′19″O / 39.12472, -97.70528 (39.124719, -97.705209).

## Demografía
Según la Oficina del Censo en 2000 los ingresos medios por hogar en la localidad eran de $34,792 y los ingresos medios por familia eran $43,750. Los hombres tenían unos ingresos medios de $29,028 frente a los $21,174 para las mujeres. La renta per cápita para la localidad era de $17,628. Alrededor del 9.7% de la población estaban por debajo del umbral de pobreza.